# Reich der Sikh
Das Reich der Sikh (Panjabi سکھ سلطنت, ਖ਼ਾਲਸਾ ਰਾਜ Khālsā Rāj) bestand von 1799 bis 1849 auf dem Gebiet der Punjabregion in den heutigen Staaten Indien, Pakistan und im Nordosten bis nach China. Das Reich schloss sich unter Maharadscha Ranjit Singh aus den zwölf Misl der Punjabregion zusammen.

## Vorgeschichte
Die Entstehungsgeschichte des Reiches geht bis auf die Zeit des zehnten und letzten Gurus der Sikhs Gobind Singh (verstorben am 7. Oktober 1708) und der Regierungszeit des Aurangzeb († 3. März 1707) zurück, als die Macht des Mogulreiches allmählich zurückging. Der Niedergang des Mogulreiches veranlasste die Sikh-Armee unter Dal Khalsa Kriegszüge gegen Belutschen und Paschtunen durchzuführen. Dadurch gewann die Armee an Erfahrung. Sie wurde bislang im losen Bündnis geführt und war nach der Herkunft ihrer Soldaten aufgeteilt. Jede dieser Einheiten übernahm anschließend die Kontrolle über ihr Herkunftsgebiet und die Soldaten kehrten in ihre Heimatstädte zurück.
Die Zeit von 1716 bis 1799 war geprägt von politischen Turbulenzen, die vom untergehenden Mogulreich ausgelöst wurden. Dieses Machtvakuum nutzten die Sikh zu Feldzügen gegen das Durrani-Reich, Maratha, Belutschen und Mogulen, um einen eigenen Staat zu etablieren. Dazu gründeten sie ihre eigenen regionalen Administrationen, die zwölf Misls, die bei der Reichsgründung vereinigt wurden.

## Gründung

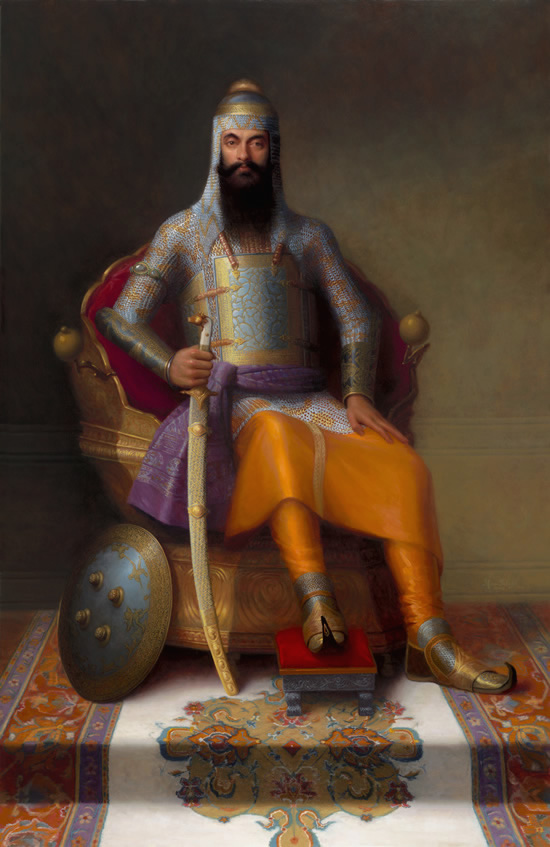
Maharadscha Ranjit Singh

Die offizielle Gründung des vereinten Sikh-Reiches erfolgte mit der Krönung von Ranjit Singh am 12. April 1801, dem Tag des Vaisakhifestes, durch Sahib Singh Bedi, einem Nachfahren von Nanak Dev, dem Religionsstifter des Sikhismus. Ranjit Singh stieg damit in kurzer Zeit vom Herrscher eines der zwölf Misl zum Maharadscha des Punjab auf. Er begann mit der Modernisierung der Armee und führte neue Waffen und Artillerie ein. Die Anführer der Misls wurden in den Adelsstand erhoben und deren Familien nahmen eine führende Rolle in der Geschichte der Sikhs ein.
Die Sikhs organisierten eine starke Verteidigung gegen fremde Angriffe, wie sie von Ahmad Schah Durrani, dem Begründer des Durrani-Reiches und von Nader Schah des Perserreiches befehligt wurden. So wurde die Stadt Amritsar mehrere Male angegriffen. Diese Zeit wird von Sikh-Historikern als „Heroische Zeit“ bezeichnet, was vor allem den Aufstieg der Sikhs zu einer regionalen Macht beschreiben soll. Zu dieser Zeit stellten die Sikh eine kleinere religiöse Gruppe in Nachbarschaft zu den großen Religionen Islam und Hinduismus mit vielen Anhängern dar. So waren 80 % der Einwohner Muslime, 10 % Sikhs und 10 % Hindus. Gujranwala diente ab 1799 als Hauptstadt, welche 1802 nach Lahore und Amritsar verlegt wurde.
Unter Maharadscha Ranjit Singh befand sich das Sikh-Reich auf dem Höhepunkt seiner Macht und erstreckte sich vom Chaiber-Pass im Westen bis nach Tibet im Osten und von Kaschmir im Norden bis nach Sindh im Süden. Ranjit Singh befehligte eine Armee von 40.000 Mann, die nach europäischem Vorbild organisiert war und Söldner aus mehreren Staaten beinhaltete.

## Ende

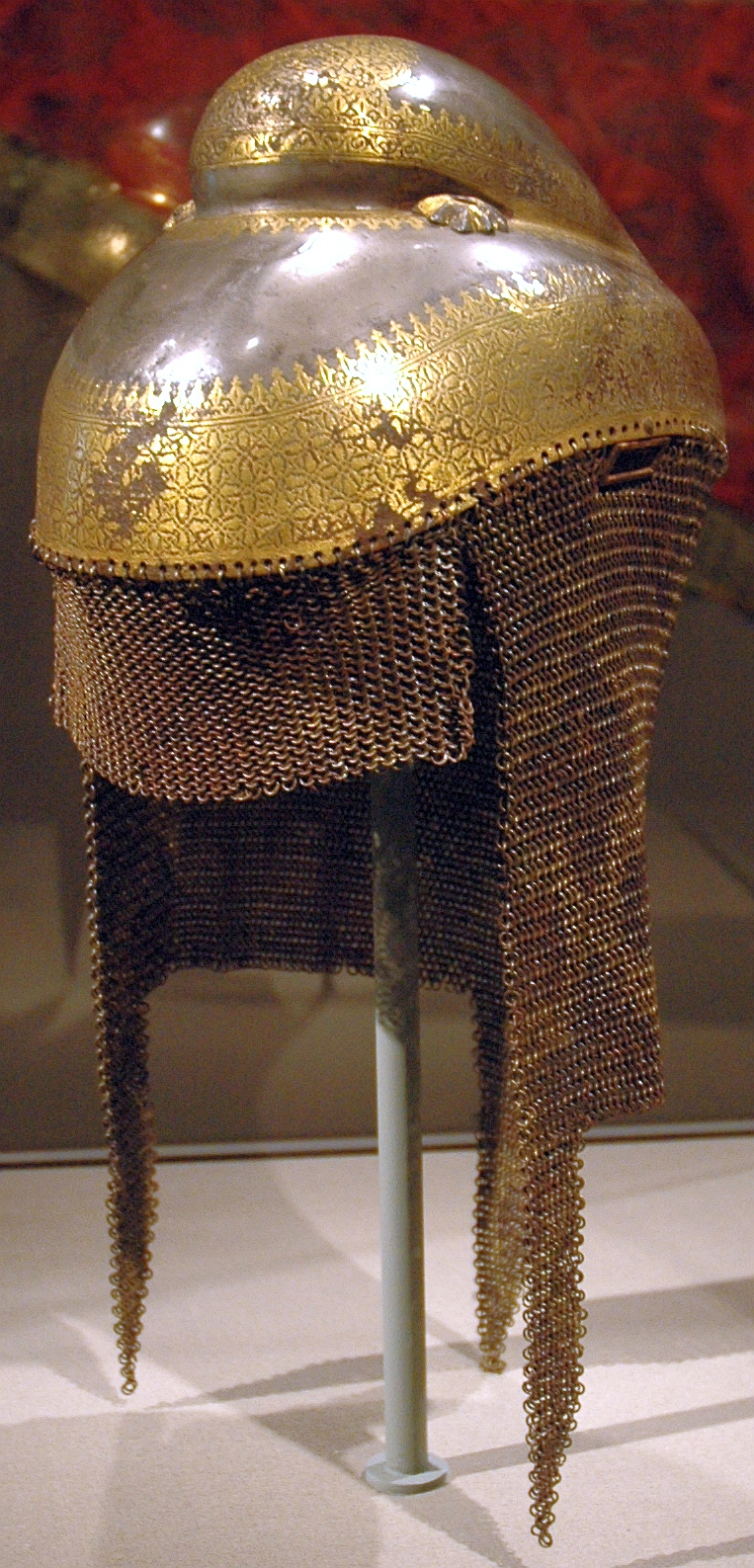
Ein Kettenhemdhelm, wie er von den Soldaten des Sikh-Reiches getragen wurde.

Nach dem Tod von Ranjit Singh wurde das Reich durch innere Spannungen und politische Misswirtschaft geschwächt. Ende 1845 geriet die Lage zusehends außer Kontrolle. Die Soldatenräte (Panchayat) der Armee richteten den Wesir Jahawar Singh nach einem Kriegsgerichtsverfahren hin und die Regierung von Lahore wurde vom Militär übernommen. Teile der Armee wünschten einen Krieg mit den Briten und dieses Ansinnen wurde vom Hof unterstützt, der hoffte, die Briten würden das nicht mehr kontrollierbare Militär schlagen und die Herrschaft über den Punjab übernehmen. Dies würde zwar das Ende der Unabhängigkeit bedeuten, die Oberschicht hoffte aber ihren politischen und herrschaftlichen Status beibehalten zu können. Der Britischen Ostindien-Kompanie, die große Teile Indiens beherrschte, blieb diese Entwicklung nicht verborgen. 
Am 11. Dezember 1845 begann ein Vormarsch britischer Truppen von Ambala aus in Richtung des Grenzflusses Satluj. Dies führte zur Entscheidung die Sikh-Armee dem Feind entgegen marschieren zu lassen. Es begann der Erste Sikh-Krieg. In der Schlacht von Mudki am 18. Dezember 1845 waren die Briten siegreich, woraufhin sich die Sikh zurückzogen und die Briten ihre Armee verstärkten. Bereits am 21. Dezember kam es zur Schlacht von Ferozeshah, die mit einem knappen Sieg der Briten ausging. Am 28. Januar 1846 kam es zur für die Briten abermals siegreichen Schlacht von Aliwal, welche die Sikh-Anführer, um Premierminister Ghulab Singh, zu ersten Verhandlungen mit den Briten zwangen. Da sie aber inzwischen keine Kontrolle mehr über die Armee hatten, konnten sie die Forderungen der Briten zur deren nicht erfüllen. Die Briten sahen sich deshalb zur Schlacht von Sobraon gezwungen, die mit der Kapitulation der Sikh-Truppen endete. Der britische Sieg wurde vom Verrat der Sikh-Anführer Gulab Singh, Tej Singh und Lal Singh begünstigt, deren Belohnung von den Briten gefordert wurde. Die Briten zwangen das Reich zur Abhängigkeit von Britisch-Indien, zur Verkleinerung der Armee, zur Abtretung von Jalandhar Doab und zum Durchzugsrecht für die eigenen Truppen. Da die Entschädigungsforderung von 1.500.000 Pfund nicht erfüllt werden konnte, mussten die Sikhs 1846 Kaschmir an Britisch-Indien abtreten, wo Ghulab Singh im November des gleichen Jahres als Maharadscha eingesetzt wurde.
Im April 1848 brach ein Aufstand nach dem Mord an zwei britischen Gesandten im Punjab aus, was zum Zweiten Sikh-Krieg führte. Die Schlacht von Ramnagar vom 22. November 1848 endete ohne eindeutigen Sieger wie auch die Schlacht von Chilianwala vom 13. Januar 1849. Unterdessen nahmen die Briten am 2. Januar 1849 die Stadt Multan ein, woraufhin die Armee in Richtung Lahore marschierte. Bevor die Truppen die Stadt erreichen konnten, kam es bereits am 20. Februar 1849 zur Schlacht von Gujarat, die mit der vollständigen Niederlage Sher Singhs endete und der Rest seiner Truppe kapitulierte am 14. März 1849. Die restlichen Sikh zogen in die Schlacht von Gujarat, die mit der endgültigen Niederlage endete. Die Sikhs kapitulierten am 31. März 1849, Maharadscha Dalip Singh Sukerchakia wurde zur Abdankung gezwungen und der Punjab nach Britisch-Indien eingegliedert. Damit verschwand der letzte unabhängige Staat in Indien, dessen Grenze sich bis zum Emirat Afghanistan verschob, wo sich bereits das russische Interessengebiet befand. Die Briten verzichteten vorläufig auf die Eroberung Afghanistans, das als Pufferstaat diente. Die Eroberung des Punjabs und später von Avadh führten zum Indischen Aufstand von 1857 der enttäuschten indischen Bevölkerung.